# Agências da União Europeia
Ao longo do tempo foram sendo instituídas diversas agências da União Europeia especializadas na descentralização de decisões com o objetivo de fornecer apoio e consulta aos Estados-Membros e aos cidadãos.
A instituição das agências é a resposta ao desejo de descentralização geográfica e à necessidade de fazer frente a novos desafios de carácter jurídico, técnico e/ou científico. As agências não estão abrangidas pelo regime linguístico que rege as instituições da União Europeia.
As agências da UE podem classificar-se em agências de regulação e agências de execução.

## Agências de regulação
Organismos europeus independentes, dotado de personalidade jurídica, ao qual a Comissão Europeia delega certas funções operacionais. Podem por sua vez subdividir-se em subcategorias em função do diferentes pilares da UE:

### Agências comunitárias
Uma agência comunitária é um organismo de direito público europeu, distinto das instituições comunitárias e dotado de personalidade jurídica.
- Agência Comunitária de Controlo das Pescas[2] (CFCA) com sede em Vigo, 2005
- Agência dos Direitos Fundamentais da União Europeia[3] (FRA) com sede em Viena, 2007
- Agência Europeia do Ambiente[4] (EEA) com sede em Copenhaga, 1994
- Agência Europeia das Substâncias Químicas (ECHA) com sede em Helsínquia, 2007
- Agência Europeia de Medicamentos (EMA) com sede em Amsterdão (previamente em Londres), 1995
- Agência Europeia de Gestão da Cooperação Operacional nas Fronteiras Externas dos Estados-Membros da União Europeia (Frontex) com sede em Varsóvia, 2005
- Agência Europeia de Reconstrução (EAR) com sede em Tessalónica, 2000
- Agência Europeia para a Segurança da Aviação (EASA) com sede em Colónia, 2003
- Agência Europeia para a Segurança das Redes e da Informação (ENISA) com sede em Heraclião, 2005
- Agência Europeia para a Segurança e a Saúde no Trabalho (OSHA) com sede em Bilbau
- Agência Europeia de Segurança Marítima[5] (AESM) com sede em Lisboa, 2002
- Agência Ferroviária Europeia[6] (ERA) com sede em Lille/Valenciennes, 2004
- Agência da União Europeia para o Programa Espacial (EUSPA) com sede em Praga, 2021
- Autoridade Europeia para a Segurança dos Alimentos[7] (EFSA) com sede em Parma
- Centro de Tradução dos Organismos da União Europeia (CDT) com sede no Luxemburgo
- Centro Europeu de Prevenção e Controlo das Doenças (ECDC) com sede em Estocolmo
- Centro Europeu para o Desenvolvimento da Formação Profissional (Cedefop), com sede em Tessalónica
- Fundação Europeia para a Melhoria das Condições de Vida e de Trabalho (Eurofound) com sede em Dublin
- Fundação Europeia para a Formação (ETF) com sede em Turim
- Observatório Europeu da Droga e da Toxicodependência[8] (OEDT) com sede em Lisboa
- Instituto Comunitário das Variedades Vegetais (CPVO) com sede em Angers
- Instituto de Harmonização do Mercado Interno (marcas, desenhos e modelos) (OHIM) com sede em Alicante
- Fusion for Energy (Empresa Comum Europeia para o ITER e o Desenvolvimento da Energia de Fusão)

### Agências para a política externa e de segurança comum
Agências instituídas para ter competências muito específicas de natureza técnica, científica e de gestão no âmbito do "segundo pilar" da UE: Política Externa e de Segurança Comum (PESC).
- Agência Europeia de Defesa (EDA)
- Instituto de Estudos de Segurança da União Europeia (ISS)
- Centro de Satélites da União Europeia (EUSC) com sede em Torrejón de Ardoz

### Agências para a cooperação de polícia e justiça em matéria penal
Um outro grupo de agências foi criado para ajudar os estados membros a cooperar na luta contra a criminalidade organizada internacional, concretizando o "terceiro pilar" da UE: Cooperação policial e judiciária em matéria penal.
- Academia Europeia de Polícia (CEPOL)
- Organismo Europeu para a Consolidação da Cooperação Judicial (Eurojust)
- Serviço Europeu de Polícia (Europol)

## Agências Executivas
São organizações instituídas para desenvolver determinadas competências relativas à gestão de um ou mais programas comunitários. Estas agências têm duração determinada. Também podem ser designadas por Agências de Execução
- Agência Executiva relativa à Educação, ao Audiovisual e à Cultura (EACEA)
- Agência Executiva para a Saúde e para os Consumidores[10] (PHEA)
- Agência Executiva para a Competitividade e a Inovação[11] (EACI), anteriormente Agência de Execução de Energia Inteligente
- Agência Executiva da Rede Transeuropeia de Transportes (TEN-TEA)
- Agência Executiva para a Investigação (REA)
- Agência Executiva do Conselho Europeu de Investigação (CEI)